# كود غياس
كود غياس: تمرد لولوش (コードギアス 反逆のルルーシュ كودو غياسو هانغياكو نو روروشو) أو يعرف أختصاراً كود غياس (Code Geass) هو اسم سلسلة أنمي أنتجته شركة سنرايز من إخراج غورو تانغيوشي وكتابة إيتشيرو أوكوتشي اللذين عملا سابقا معا في سلسلة بلانتس. تم عرض السلسلة في اليابان من 5 أكتوبر 2006 إلى 29 مارس 2007، وعُرضت آخر حلقتين في 28 يوليو 2007. وابتداءً من 6 أبريل 2008، بدأ عرض الموسم الثاني، تحت عنوان كود غياس: تمرد لولوش R2 (تلفظ آر تو) (コードギアス 反逆のルルーシュR2 ,Kōdo Giasu Hangyaku no Rurūshu Āru Tsū). حصل كلا الموسمين على جوائز في معرض طوكيو الدولي للأنمي وفي «أنيماغا» سباق جائزة الأنمي الكبرى ومسابقة «أنيميشن كوب».

## القصة
تدور قصة الأنمي حول لولوش لامبروج وهو أمير بريطاني وأخته نانالي (التي أُقعدت وفقدت بصرها بعد أن قُتلت أمها أمام عينيها) المنفيان إلى اليابان في وقت سيطرت فيه «مملكة بريطانيا المقدسة» على الكثير من مناطق العالم، وبعد ذلك بفترة قامت بريطانيا باحتلال اليابان وتغيير اسمها إلى المنطقة 11. ومع كثرة التصادمات المسلحة بين متمردين يابانيين والقوات البريطانية أراد لولوش أن يقضي على بريطانيا وأن يصنع عالماً تعيش فيه أخته نانالي بسلام. وفي إحدى الأيام تصادف أن يلتقي بالفتاة الغامضة سي تو C.C. التي عقدت معه صفقة منحته فيها قدرة خاصة تسمى الغياس تمكنه من التحكم بالآخرين، وبمقابل هذه القوة يجب عليه أن يحقق لها طلباً ما.
يستخدم لولوش قوة الغياس التي تعرف أيضا بقوة الملوك للبدء في مخططه بتدمير بريطانيا وصناعة عالمٍ جديد، فيقود حركة تمرد جديدة تعرف بفرسان السواد، وينتحل شخصية الرجل المقنع زيرو. وبفضل شخصيته الكارزمية وعبقريته الفذة في تخطيط وإدارة المعارك، يستقطب العديد من قادة التمرد اليابانيين إلى جانبه ويبدأ بالاقتراب من حلمه.

## الشخصيات
- لولوش وهو البطل
- سي سي
- سوزاكو
- نانالي
- ساياكو
- تشارلي
- ميلاي
- ريفال
- نينا
- يوفيميا
- كورنيليا
- شنايزل
- ديثهارد
- أوغي
- كالين
- فيليتا
- في في

## حول العالم
الأنمي مرخص للعرض في الولايات المتحدة بواسطة بانداي للترفيه ، وفي نيوزيلاند وأستراليا بواسطة مادمان للترفيه. لم يدبلج للغة العربية لكنه يعد أحد أكثر مسلسلات الأنمي شعبية في منتديات الأنمي العربية.

## وصلات خارجية
كود غياس على موقع فيلمافينيتي (الإسبانية)